# Duimmuis
De duimmuis of thenar is een muis van de handen en bestaat uit drie spieren:
- musculus flexor pollicis brevis
- musculus abductor pollicis brevis
- musculus opponens pollicis

De andere muis is de pinkmuis. Het eerste middenhandsbeen ligt achter de muis van de duim.